# Ahad Kazemi
Ahad Kazemi (21 de mayo de 1975) es un ciclista iraní.
Debutó como profesional en 2003 tras haber destacado anteriormente en el Tour de Azerbaiyán (por entonces carrera amateur). Todos sus puestos destacados los ha conseguido en Asia, excepto una carrera amateur que ganó en Karbach (Alemania), destacando en 2006 donde se hizo con el Campeonato de Irán en Ruta y fue tercero en el UCI Asia Tour curiosamente cuando volvió a ser amateur subiendo de nuevo al profesionalismo un año después.
En febrero de 2010 fue sancionado por dopaje por consumo de metenolona con 2 años de suspensión. En diciembre de 2016 volvió a ser sancionado por el consumo de EPO.

## Palmarés
| 2002 - 2.º en el Campeonato Asiático en Ruta 2004 - Tour de Turquía 2005 - Tour del Este de Java, más 1 etapa - Tour de Milad du Nour - Tour de Taiwán, más 1 etapa 2006 (como amateur) - 1 etapa del Tour de Azerbaiyán - Campeonato de Irán en Ruta - 3.º en el UCI Asia Tour 2007 - 2 etapas del Tour de Azerbaiyán - 1 etapa del Tour de Milad du Nour - Tour de Tailandia, más 1 etapa - 2.º en el Campeonato de Irán en Ruta | 2008 - International Presidency Tour, más 1 etapa - Tour de Milad du Nour, más 1 etapa 2009 - Tour de Azerbaiyán, más 1 etapa 2015 - 2.º en el Campeonato de Irán en Ruta - 1 etapa del Tour de Singkarak - 1 etapa del Tour de Fuzhou |

## Equipos
- Giant Asia Racing Team (2002[5][6] -2005, 2007[7])
- Tabriz Petrochemical Team (2008-2010)
  - Tabriz Petrochemical Team (2008)
  - Tabriz Petrochemical Cycling Team (2009-2010)
- Tabriz Petrochemical Team (2015)
- Tabriz Shahrdari Team (2016)